# Campichoeta obscuripennis
Campichoeta obscuripennis är en tvåvingeart som först beskrevs av Johann Wilhelm Meigen 1830. Enligt Catalogue of Life ingår Campichoeta obscuripennis i släktet Campichoeta och familjen sumpskogsflugor, men enligt Dyntaxa är tillhörigheten istället släktet Campichoeta och familjen pölflugor. Arten är reproducerande i Sverige. Inga underarter finns listade i Catalogue of Life.